# Pârâul Cepii
Pârâul Cepii sau Râul Hăghimaș sau Râul Hoghimaș este un afluent al râului Vârghiș.

## Bazin hidrografic
Râul Vârghiș, Cormoș aparține bazinului hidrografic al râului Olt.

## Hărți
- Harta județului Harghita
- Harta județului Covasna